# 이만유 영정
이만유 영정(李萬囿 影幀)은 대한민국 전라남도 담양군 담양읍 천변리에 있는 조선시대의 초상화이다. 1987년 6월 1일 전라남도의 유형문화재 제148호로 지정되었다.

## 개요
조선 후기의 무신인 한원군 이만유(?∼1730)의 초상화로, 대·소본(大·小本) 2점이다.
이만유는 숙종 40년(1714) 무과에 오르고, 영조 4년(1728) 이인좌의 난을 평정하는데 공을 세워 자헌에 올랐다. 그 후 지중추부사를 거쳐 여러 지방의 목사를 지내었으며, 경상좌수사를 역임하던 중 생을 마치었다.
소본은 주인공이 약간 우측을 바라보고 있는 반신상으로서, 검은 사모를 머리에 쓰고 국가 의식 때에 대신들이 입던 조복을 단정하게 차려 입고 있다. 해태무늬를 수놓은 흉배로 보아 무관 종2품이라는 것을 알 수 있는데, 이는 선생이 영조 4년(1728) 이인좌의 난에 출정했을 때의 직위로, 선생이 공신의 서열에 오른 후, 왕명에 의하여 이 그림을 그렸던 것으로 보인다.
대본은 사모를 쓰고 단정하게 관복을 입고 앉아 두 손을 소매 안에 마주 잡고 있는 전신좌상으로, 선생의 말년의 모습을 그린 것으로 추정된다. 얼굴은 굴곡이 지는 부위에 갈색을 넣어 표현하고 있어 조선 후기의 초상화 기법을 그대로 따르고 있다. 정성들여 세밀하게 그려놓은 수염 표현은 인물의 인격과 개성을 담아내려한 화가의 노력이 엿보인다.

## 같이 보기
- 이만유

## 참고 자료
- 이만유영정 - 국가유산청 국가유산포털